# 吴晓华 (1945年)
吴晓华（1945年—），江苏武进人，汉族，中华人民共和国政治人物、第十一届全国人民代表大会四川地区代表。
毕业于中国科技大学半导体专业，是中共党员。2008年，担任全国人大法律委员会委员。